# Kanurennsport-Weltmeisterschaften 1990
Die 23. Kanurennsport-Weltmeisterschaften fanden 1990 in Posen (Polen) statt.
Es wurden Medaillen in 22 Disziplinen des Kanurennsports vergeben: acht Canadier und neun Kajak-Wettbewerbe der Männer sowie fünf Kajak-Wettbewerbe der Frauen.

## Ergebnisse

### Männer

#### Canadier
| Event        | Gold                                                                       | Zeit | Silber                                                             | Zeit | Bronze                                                                      | Zeit |
| ------------ | -------------------------------------------------------------------------- | ---- | ------------------------------------------------------------------ | ---- | --------------------------------------------------------------------------- | ---- |
| C-1 500 m    | Sowjetunion Michał Śliwiński                                               |      | DDR Thomas Zereski                                                 |      | Bulgarien Nikolaj Buchalow                                                  |      |
| C-1 1000 m   | Sowjetunion Ivans Klementjevs                                              |      | Ungarn György Zala                                                 |      | DDR Thomas Zereske                                                          |      |
| C-1 10.000 m | Ungarn Zsolt Bohács                                                        |      | Tschechoslowakei Jan Bartůněk                                      |      | Sowjetunion Ivans Klementjevs                                               |      |
| C-2 500 m    | Sowjetunion Nicolae Juravschi Victor Reneischi                             |      | DDR Ulrich Papke Ingo Spelly                                       |      | Ungarn György Zala Attila Pálizs                                            |      |
| C-2 1000 m   | DDR Ulrich Papke Ingo Spelly                                               |      | Rumänien Vasile Lehaci Gheorghe Andriev                            |      | Sowjetunion Juryj Huryn Aljaksandr Hramowitsch                              |      |
| C-2 10.000 m | Dänemark Arne Nielsson Christian Frederiksen                               |      | Rumänien Vasile Lehaci Gheorghe Andriev                            |      | Sowjetunion Viktor Dobrotworski Andrej Balabanow                            |      |
| C-4 500 m    | Sowjetunion Nicolae Juravschi Michał Śliwiński Juryj Huryn Walerij Weschko |      | Ungarn Attila Szabó Zsolt Bohács Gusztáv Leikep Ervin Hoffmann     |      | Bulgarien Trajtscho Draganow Nikolaj Buchalow Dejon Slawow Paissij Lgobenow |      |
| C-4 1000 m   | Sowjetunion Nicolae Juravschi Victor Reneischi Juryj Huryn Walerij Weschko |      | Ungarn Attila Szabó Gusztáv Leikep Gáspár Boldizsár Ervin Hoffmann |      | Bulgarien Dejon Slawow Nikolaj Buchalow Trajtscho Draganow Paissij Lgobenow |      |

#### Kajak
| Event        | Gold                                                                              | Zeit | Silber                                                                                 | Zeit | Bronze                                                          | Zeit |
| ------------ | --------------------------------------------------------------------------------- | ---- | -------------------------------------------------------------------------------------- | ---- | --------------------------------------------------------------- | ---- |
| K-1 500 m    | Sowjetunion Sjarhej Kalesnik                                                      |      | Vereinigte Staaten Mike Herbert                                                        |      | Australien Martin Hunter                                        |      |
| K-1 1000 m   | Norwegen Knut Holmann                                                             |      | Polen Maciej Freimut                                                                   |      | Frankreich Philippe Boccara                                     |      |
| K-1 10.000 m | Frankreich Philippe Boccara                                                       |      | Vereinigte Staaten Gregory Barton                                                      |      | DDR Torsten Krentz                                              |      |
| K-2 500 m    | Sowjetunion Sjarhej Kalesnik Anatoli Tischtschenko                                |      | Vereinigte Staaten Mike Herbert Terry Kent                                             |      | DDR Kay Bluhm Torsten Gutsche                                   |      |
| K-2 1000 m   | DDR Kay Bluhm Torsten Gutsche                                                     |      | Sowjetunion Wladimir Bobreschow Artūras Vieta                                          |      | Ungarn Béla Petrovics Gábor Szabó                               |      |
| K-2 10.000 m | Vereinigtes Königreich Grayson Bourne Ivan Lawler                                 |      | Neuseeland Ian Ferguson Paul MacDonald                                                 |      | Sowjetunion Boris Danilow Uladsimir Moseiko                     |      |
| K-4 500 m    | Sowjetunion Oleg Gorobi Serhij Kirsanow Oleksandr Motusenko Andrei Plitkin        |      | DDR Uwe Münch Andreas Stähle Mathias Hoppe André Wohllebe                              |      | Ungarn Ferenc Csipes Gyula Kajner Attila Ábrahám Béla Petrovics |      |
| K-4 1000 m   | Ungarn Ferenc Csipes Zsolt Gyulay Attila Ábrahám László Fidel                     |      | Sowjetunion Sjarhej Kalesnik Serhij Kirsanow Oleksandr Motusenko Anatoli Tischtschenko |      | DDR Kay Bluhm Torsten Gutsche André Wohllebe Torsten Krentz     |      |
| K-4 10.000 m | Sowjetunion Wladimir Bobreschow Dimitri Bankowsky Artūras Vieta Alexander Misugin |      | Polen Andrzej Gajewski Andrzej Gryczko Grzegorz Kaleta Mariusz Rutkowski               |      | Schweden Gunnar Olsson Hans Olsson Peter Orban Karl Sundqvist   |      |

### Frauen

#### Kajak
| Event      | Gold                                                       | Zeit | Silber                                                      | Zeit | Bronze                                                                    | Zeit |
| ---------- | ---------------------------------------------------------- | ---- | ----------------------------------------------------------- | ---- | ------------------------------------------------------------------------- | ---- |
| K-1 500 m  | Italien Josefa Idem                                        |      | Dänemark Yvonne Knudsen                                     |      | BR Deutschland Katrin Borchert                                            |      |
| K-1 5000 m | BR Deutschland Katrin Borchert                             |      | Italien Josefa Idem                                         |      | Sowjetunion Irina Salomykowa                                              |      |
| K-2 500 m  | DDR Ramona Portwich Anke von Seck                          |      | Ungarn Éva Dónusz Erika Mészáros                            |      | BR Deutschland Katrin Borchert Monika Bunke                               |      |
| K-2 5000 m | DDR Ramona Portwich Anke von Seck                          |      | Ungarn Éva Dónusz Erika Mészáros                            |      | Sowjetunion Nelli Korbukowa Katerina Koniowskaja                          |      |
| K-4 500 m  | DDR Ramona Portwich Anke von Seck Heike Rabenow Silke Bull |      | Ungarn Éva Dónusz Rita Kőbán Henriette Huber Erika Mészáros |      | BR Deutschland Katrin Borchert Monika Bunke Catrin Fischer Marcela Bednar |      |

## Medaillenspiegel
| Rang   | Nation                 | Gold | Silber | Bronze | Gesamt |
| ------ | ---------------------- | ---- | ------ | ------ | ------ |
| 1      | Sowjetunion            | 9    | 2      | 6      | 17     |
| 2      | DDR                    | 5    | 3      | 4      | 12     |
| 3      | Ungarn                 | 2    | 6      | 3      | 11     |
| 4      | Dänemark               | 2    | 1      | –      | 3      |
| 5      | Italien                | 1    | 1      | –      | 2      |
| 6      | BR Deutschland         | 1    | –      | 3      | 4      |
| 7      | Frankreich             | 1    | –      | 1      | 2      |
| 8      | Norwegen               | 1    | –      | –      | 1      |
| 8      | Vereinigtes Königreich | 1    | –      | –      | 1      |
| 10     | Vereinigte Staaten     | –    | 3      | –      | 3      |
| 11     | Polen                  | –    | 2      | –      | 2      |
| 11     | Rumänien               | –    | 2      | –      | 2      |
| 13     | Neuseeland             | –    | 1      | –      | 1      |
| 13     | Tschechoslowakei       | –    | 1      | –      | 1      |
| 15     | Bulgarien              | –    | –      | 3      | 3      |
| 16     | Australien             | –    | –      | 1      | 1      |
| 16     | Schweden               | –    | –      | 1      | 1      |
| Gesamt | Gesamt                 | 22   | 22     | 22     | 66     |